# Крикун Дмитро Романович
Крикун Дмитро Романович (* 80-рр. XIX ст., Катеринодар, Кубань — перша половина XX ст., Франція). — майстер бандур.
Бандури зберігаються в Музей кобзарства Криму та Кубані при Кримському державному гуманітарному інституті.